# Ikd-sj
ikd-sj — группа из Токио (Япония), которая определяет свой музыкальный стиль как H.A.G. (Heavy Ambient Grunge). С момента образования в 2004 году, группа выпустила три полноформатных и два мини-альбома без помощи лейблов. Вокалист Ogiishi Akira охарактеризовал группу:
Мы просто рок-группа ikd-sj из Токио, Япония. Cayнд, получивший название H.A.G., приглашает вас в Овощной Сад, где вы не можете найти ничего, кроме самого себя.

## Участники

### Текущие участники
- Hirakawa Mitzsrru — бас (с 2007)
- Sakagchi Hirokads — гитара/бас (с 2004)
- Ogiishi Akira — вокал (с 2004)

### Бывшие участники
- Ikeda — бас (2004—2005)
- Kimra — ударные (2004—2008)
- Nagisa Dandullow — ударные (2009)
- Miyahara Akihiro — ударные (2008—2009; 2010—2015)

## Дискография[2]

### Студийные альбомы
| Год  | Альбом                    |
| ---- | ------------------------- |
| 2006 | The Mortuary              |
| 2009 | World’s End Fruit Basket  |
| 2010 | A Copygod                 |
| 2014 | Kikuzankajo CE            |
| 2014 | Psychic Dope Generations… |
| 2016 | Eternal Vacation          |
| 2018 | Yvideo                    |

### Мини-альбомы и синглы
| Год  | Альбом                         |
| ---- | ------------------------------ |
| 2007 | the other side of the mortuary |
| 2007 | mortuary mimix                 |
| 2008 | Vale Tudo                      |
| 2009 | CELEB HUNTER                   |
| 2009 | Baskets Fruit End World        |
| 2011 | Kikuzankajo Section I          |
| 2012 | Kikuzankajo Section II         |
| 2013 | Kikuzankajo Section III        |
| 2014 | Kikuzankajo Section IV         |

## Видеография
Следующие треки имеют официальные видео релизы:
- Intelligent Fresh Pig
- Egg
- 70
- Albino
- CELEB HUNTER
- beautiful slaughter
- World’s End
- A Clairvoyant
- Supervagina
- One Seater
- FULLMETAL GUNSLINGER
- impotent kids
- Bomber
- Here We Go, Rock and Roll (Флэш видео, которое проигрывается в VIP-комнате официального сайта)
- Ne-Mu
- 黒酸塊の唄 (Kurosugurino Uta)
- 合歓 (Ne-Mu)
- 散華 (San-Ge)
- 式虎 (Shikitora)
- Japanese Guerrilla Fundamentalism Blues
- Composite
- Rum Raisin
- Help Me
- Bird Man

На несколько других песен имеются короткие превью, которые появляются или появились на сайте группы. Ни одно полное видео из этих превью до сих пор не представлено.

## Дополнительная информация
Укороченная версия трека «genocide» послужила заключительной темой для игры SIREN: New Translation/Blood Curse (PS3). Песня играет во время титров и также может быть скачана и прослушана в любое время после окончания игры. С полной версией можно ознакомиться на официальном саундтреке Team Entertainment’s (трек 29) для игры или в VIP-комнате официального сайта ikd-sj.